# The Centre Page

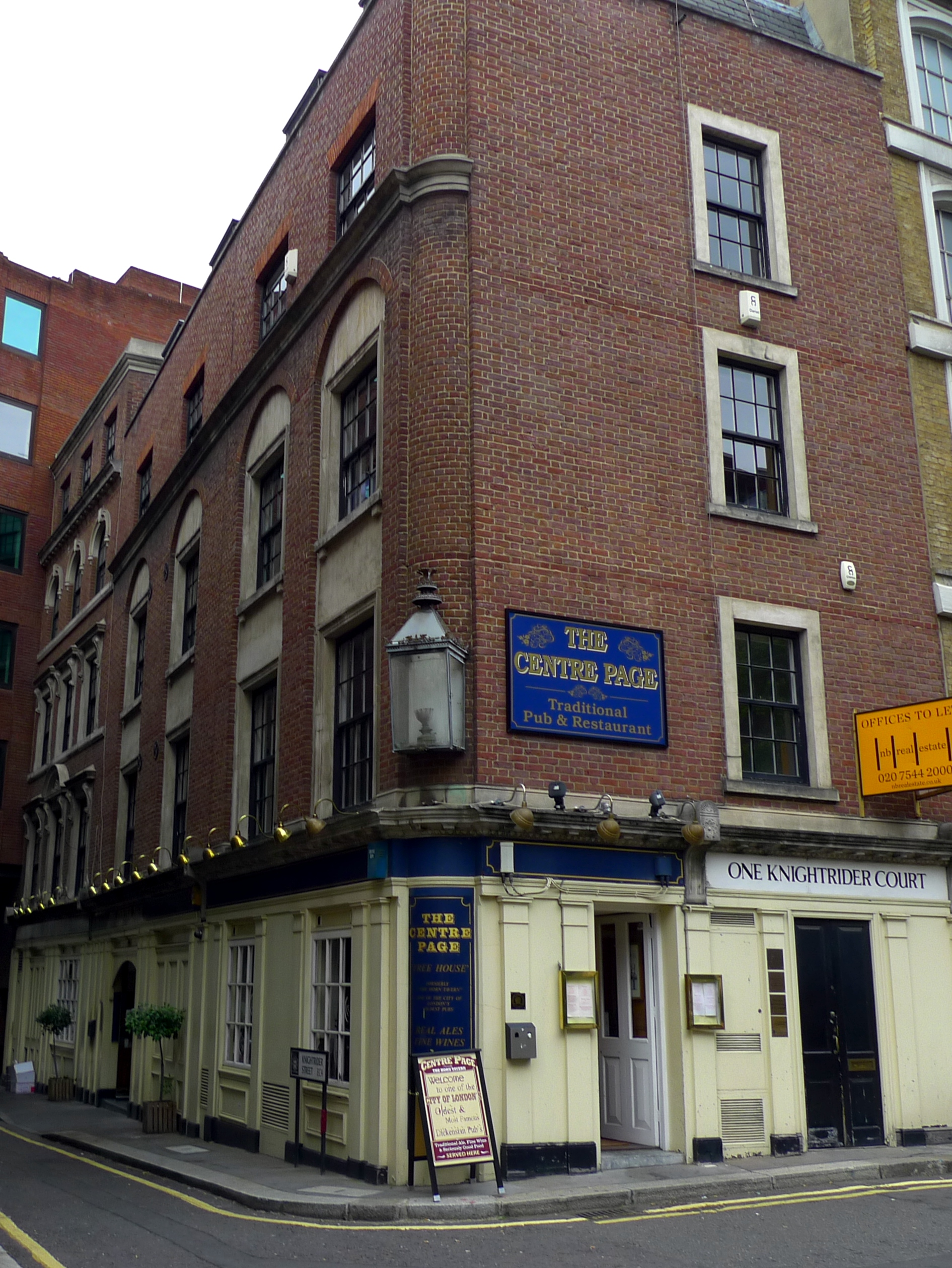
The Centre Page, Londres

The Centre Page é um pub na 29–33 Knightrider Street, em Londres.
É um edifício listado de Grau II, construído em meados do século XIX e anteriormente conhecido como The Horn Tavern.